# Francisco Arquero Soria
Francisco Arquero Soria (Madrid, 1919 — Madrid, 1997) Profesor e historiador español.

## Reseña académica
Francisco Arquero Soria nace en Madrid en 1919. Realiza estudios secundarios y universitarios de filosofía y letras en la ciudad de Madrid, doctorándose con la tesis "La Virgen de Atocha en la literatura española" en 1955. Fue miembro del Sindicato Español Universitario (SEU) y de Falange Española Tradicionalista y de las Juntas de Ofensiva Nacional Sindicalista (FET y de las JONS). Fue maestro y profesor de instituto. Dirigió la Escuela de Formación Profesional Capitán Cortés del colegio Infanta María Teresa (de Huérfanos de la Guardia Civil). Además, fue profesor adjunto de bibliografía en la Universidad Complutense de Madrid, y secretario del Instituto de Estudios Madrileños. Fue diputado provincial de Madrid.

## Reconocimientos
- Cruz (con distintivo blanco) de la Orden del Mérito del Cuerpo de la Guardia Civil (1982)[4]